# Nicolaus Benedicti Retzius
Nicolaus Benedicti Retzius, född 21 oktober 1594, död 24 december 1653 i Tryserums socken, han var en svensk kyrkoherde i Tryserums församling.

## Biografi
Nicolaus Benedicti Retzius föddes 21 oktober 1594. Han var son till kyrkoherden Benedictus Nicolai Cornukindius och Margaretha Larsdotter i Odensvi socken. Retzius blev 1615 student vid Uppsala universitet och prästvigdes 1 april 1618. Han blev huspredikant hos amiralen Gyllenstierna på Fågelvik och 1620 amiralitetspredikant. Retzius blev 1627 kyrkoherde i Tryserums församling. Han avled 24 december 1653 i Tryserums socken.

### Familj
Retzius gifte sig 18 september 1624 med Kjerstin Svensdotter (1599–1688). Hon var dotter till bonden Sven Jönsson och Ingegerd Månsdotter på Källösa i Östra Ryds socken. De fick tillsammans barnen Benedictus, Nils (1627–1632), Margareta, Sven Retzman (född 1631), Nils Trybom (1633–1707), Johan (1635–1642) och Benjamin Retzius.